# Stockton (Warwickshire)
Stockton es una localidad situada en el condado de Warwickshire, en Inglaterra (Reino Unido), con una población estimada a mediados de 2016 de 1363 habitantes.
Se encuentra ubicada al sureste de la región Midlands del Oeste, cerca de las fronteras con las regiones Midlands del Este, Sudeste de Inglaterra y Sudoeste de Inglaterra, y de la ciudad de Coventry.